# Madpakken
|  | Denne artikel er oprettet af botten Steenthbot ud fra en ekstern database. Den kan derfor have sproglige fejl eller mangler. Denne skabelon kan fjernes efter kontrol af indholdet. |

Madpakken er en dansk oplysningsfilm fra 1986.

## Handling
Tilrettelæggelse: Kommunikationsgruppen